# Blade Runner (игра, 1997)
Blade Runner — компьютерная игра, разработанная компанией Westwood Studios, основанная на выпущенном в 1982 году одноимённом фильме. Изданная в 1997 году, игра рекламировалась как «первая трёхмерная приключенческая игра реального времени» («the first real time 3D adventure game»).

## Сюжет
Сюжет игры в общих чертах повторяет сюжет фильма, передавая атмосферу недалекого постапокалиптического будущего.
Череда событий начинается с расследования погрома в зоомагазине, которое учинила банда беглых репликантов. Однако очень скоро главный герой Рэй МакКой также становится впутанным в преступление и не может разобраться, является ли репликантом он сам. Игра разбита на пять актов, первый из которых является прологом, а последний, очень короткий, — концовкой.
В ходе игры часто встает проблема «хорошего» или «плохого» выбора, причём во многих местах этот выбор неоднозначен. Основная задача «бегущих по лезвию» — выявлять и устранять репликантов. Убедиться в том, что собеседник — репликант, можно с помощью специального теста Войта-Кампффа (Voight-Kampff), суть которого сводится к серии вопросов трёх степеней сложности: простой, средний и сложный. Люди и репликанты по-разному реагируют на эти вопросы, поэтому специальные датчики измеряют состояние сетчатки глаза и пульс.
Сюжет представляет собой детективное расследование с запутанным сплетением фактов, улик и обстоятельств, каждое из которых ведёт к своей уникальной развязке. Некоторые персонажи могут оказаться как людьми, так и репликантами. Кто кем будет — определяется случайным образом перед началом игры. По разным источникам в игре возможны до 16 различных концовок. Варианты развития сюжетной линии зависят от количества найденных улик и информации, переданной в криминальную базу данных.

## Игровой процесс
Найденные фотографии можно детализировать на предмет улик, приближая фрагменты. При этом, если на снимке будет найдена какая-нибудь интересная деталь, компьютер автоматически покажет её в выгодном ракурсе, развернув в трёхмерном пространстве, и сохранит как новую улику. В отличие от большинства квестов, главного героя могут запросто убить, поэтому необходимо часто сохранять игру. Параметр «здоровье» не отображается, однако Рэй может выдержать, как правило, несколько ударов репликантов, прежде чем умрёт. Восстановить здоровье можно, купив что-нибудь съедобное или «пропустив стаканчик».
В техническом плане движок игры выделяется использованием воксельной графики — все персонажи на самом деле являются объёмным воксельными моделями, это позволяло, с одной стороны решить проблемы отображения картинки, основанной на спрайтах (например, заметное изменение масштабирования спрайта для воссоздания иллюзии ухода персонажа «вглубь» сцены), а с другой — не реализовывать сложную и ещё неотработанную технологию полностью трёхмерных полигональных моделей. Дополнительным побочным положительным эффектом использования воксельных моделей стала возможность динамического освещения в зависимости от световых эффектов конкретной сцены.
Кроме того, в игре имеется множество качественных сюжетных видеовставок FMV, похожих на аналогичные, используемые в других играх Westwood Studios, таких как серия Command & Conquer.

## Критика
| Сводный рейтинг                        | Сводный рейтинг                   |
| Агрегатор                              | Оценка                            |
| -------------------------------------- | --------------------------------- |
| GameRankings                           | 76,78 %                           |
| Иноязычные издания                     |                                   |
| Издание                                | Оценка                            |
| GameRevolution                         | A-                                |
| GameSpot                               | 6/10                              |
| Next Generation                        | [ 6 ]                             |
| Adventure Gamers                       | [ 7 ]                             |
| Русскоязычные издания                  |                                   |
| Издание                                | Оценка                            |
| «Игромания»                            | [ 8 ]                             |
| Награды                                |                                   |
| Издание                                | Награда                           |
| Academy of Interactive Arts & Sciences | Adventure Game of the Year (1997) |

Blade Runner получил положительные отзывы среди критиков, средний рейтинг на аггрегаторе GameRankings составил 77 % на базе шестнадцати обзоров.
Next Generation присудил четыре звезды из пяти версии для Windows, отметив, что игра сумела преобразить оригинальный сюжет «Бегущего по лезвию», и что «все издатели игр на основе фильмов должны взять на заметку этот подход». Game Revolution присудила игре оценку A-, назвав её «одной из лучших приключенческих игр на данный момент».
Blade Runner стала коммерчески успешной игрой. К июлю 1998 года в США было продано копий на сумму свыше 2,2 млн долларов. Согласно дизайнеру Blade Runner и сооснователю Westwood Луису Кастлу, к февралю 2002 года по всему миру было продано свыше 800 тысяч копий.
Blade Runner стала победителем первой награды Interactive Achievement Award Академии интерактивных искусств и наук в категории «Приключенческая игра для ПК года».